# Tacuaras (Paraguay)
Tacuaras es un distrito del Departamento de Ñeembucú, Paraguay. Se encuentra, aproximadamente a 390 km de la ciudad de Asunción. Se llega por medio de la Ruta PY04 y también cuenta con pistas de aterrizaje, que facilitan la comunicación e ingreso.

## Historia
El distrito fue fundado en 1791, debido a los constantes problemas de inseguridad sufridos por causa de las violentas incursiones de los indios chaqueños, hasta la fundación del primer centro poblacional de importancia con la denominación de Ñeembucú (actualmente Pilar) en 1779. 
Posteriormente, hacia finales del siglo XVIII establecieron varios fuertes en la zona con fines esencialmente defensivos, con muros de contención antes las invasiones de los aborígenes hostiles del Chaco. Estos fuertes fueron Reducción, Remolino, Naranjay, Tacuaras, Curupayty y otros.

## Geografía
El distrito de Tacuaras está situado hacia el Centro Sur del Departamento de Ñeembucú. Cuenta con una extensión de 1000 km² y está regada por las aguas del río Paraguay, río Tebicuary y arroyo Yacaré. Presenta zonas bajas y planas, rasgo que favorece la presencia de grandes esteros y pantanos, como el Estero Pytá, Estero Mburicá, Estero Paguajhó, Estero Yacaré-mí, Estero Las Hermanas, Estero Encadenados y Estero Mburicá Ché. Limita al norte con Villa Franca y de San Juan Bautista del Ñeembucú, de los cuales son separados por el río Tebycuary y su afluente el arroyo Yacaré; al sur con Guazú Cuá; al este con el Departamento de Misiones; y al oeste con Argentina, separado por el río Paraguay.

## Clima
El clima es fresco y húmedo debido a los esteros, ríos y arroyos que cubren el departamento, con una precipitación media anual de 1.350 mm y una temperatura media 23,2 °C. El verano es muy cálido y húmedo, soportándose fuertes temperaturas de hasta 40 °C. El las temporadas de invierno se registran heladas. Los meses de menor cantidad de lluvia en la región son mayo, junio, julio y agosto, mientras que los meses más lluviosos son: enero, marzo, abril y octubre.

## Economía
La población de Tacuaras se dedica a la ganadería, cuenta con ganado vacuno, equino y ovino, al cultivo de  maíz, algodón, mandioca, caña de azúcar y tabaco y en sus campos existe una variedad de aves. Asimismo, parte de los habitantes de Tacuaras también se dedica a la pesca.